# Leyte (provins)

Leytes läge i Filippinerna

Leyte är en provins i Filippinerna och är belägen på ön med samma namn. Den ligger i regionen Östra Visayas och har 1 798 000 invånare (2006) på en yta av 5 713 km². Administrativ huvudort är Tacloban City.
Provinsen är indelad i 40 kommuner och 3 städer. Större städer är Baybay, Ormoc City och Tacloban City.